# Ascaris suum
Ascaris suum är en rundmaskart. Ascaris suum ingår i släktet Ascaris, och familjen Ascarididae. Arten är reproducerande i Sverige.

## Bildgalleri

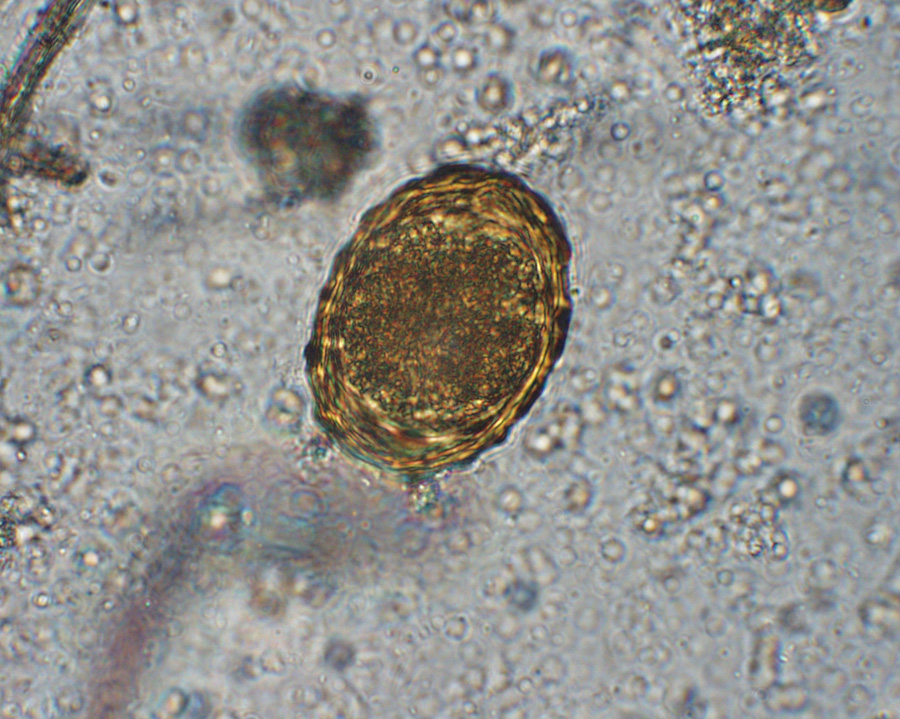